# Sam Claflin
Samuel George Claflin (sinh ngày 27 tháng 6 năm 1986) là một nam diễn viên người Anh. Sau khi tốt nghiệp Viện Âm nhạc và Nghệ thuật London vào năm 2009, anh bắt đầu sự nghiệp diễn xuất của mình bằng các bộ phim truyền hình trước khi lần đầu góp mặt trong một tác phẩm điện ảnh, Cướp biển vùng Ca-ri-bê 4 (2011).
Claflin trở nên nổi tiếng khi hóa thân vào vai Finnick Odair của loạt phim The Hunger Games (2013–2015) và vai chính trong bộ phim chính kịch lãng mạn Trước ngày em đến (2016). Năm 2018, anh góp mặt trong một số tác phẩm được nhiều chuyên gia khen ngợi như Giành anh từ biển và The Nightingale. Claflin vào vai Oswald Mosley trong phim truyền hình tội phạm Bóng ma Anh Quốc (2019) và Mycroft Holmes trong tác phẩm điện ảnh bí ẩn Enola Holmes (2020).

## Các tác phẩm đã tham gia

### Điện ảnh
| Năm  | Tựa đề                               | Vai diễn            | Ghi chú   |
| ---- | ------------------------------------ | ------------------- | --------- |
| 2011 | Cướp biển vùng Ca-ri-bê 4            | Philip Swift        |           |
| 2012 | Bạch Tuyết và gã thợ săn             | William             |           |
| 2013 | The Hunger Games: Bắt lửa            | Finnick Odair       |           |
| 2014 | The Quiet Ones                       | Brian McNeil        |           |
| 2014 | The Riot Club                        | Alistair Ryle       |           |
| 2014 | Bồng bột tuổi dậy thì                | Alex Stewart        |           |
| 2014 | The Hunger Games: Húng nhại – Phần 1 | Finnick Odair       |           |
| 2015 | The Hunger Games: Húng nhại – Phần 2 | Finnick Odair       |           |
| 2016 | Thợ săn: Cuộc chiến mùa đông         | William             | Vai cameo |
| 2016 | Trước ngày em đến                    | Will Traynor        |           |
| 2016 | Their Finest                         | Tom Buckley         |           |
| 2017 | My Cousin Rachel                     | Philip Ashley       |           |
| 2017 | Journey's End                        | Đội trưởng Stanhope |           |
| 2018 | Giành anh từ biển                    | Richard Sharp       |           |
| 2018 | The Nightingale                      | Hawkins             |           |
| 2019 | The Corrupted                        | Liam                |           |
| 2019 | Hài đỏ và 7 chú lùn                  | Merlin (lồng tiếng) |           |
| 2019 | Những thiên thần của Charlie         | Alexander Brok      |           |
| 2020 | Yêu. Cưới. Lặp lại.                  | Jack                |           |
| 2020 | Enola Holmes                         | Mycroft Holmes      |           |
| CTB  | Every Breath You Take                | CTB                 | Hậu kỳ    |

### Truyền hình
| Năm  | Tựa đề                   | Vai diễn                | Ghi chú                             |
| ---- | ------------------------ | ----------------------- | ----------------------------------- |
| 2010 | The Pillars of the Earth | Richard của Kingsbridge | Phim truyền hình ngắn tập; 8 tập    |
| 2010 | The Lost Future          | Kaleb                   | Phim điện ảnh truyền hình           |
| 2010 | Any Human Heart          | Logan Mountstuart (trẻ) | Phim truyền hình ngắn tập; 4 tập    |
| 2011 | United                   | Duncan Edwards          | Phim điện ảnh truyền hình           |
| 2012 | White Heat               | Jack Walsh (trẻ)        | Phim truyền hình ngắn tập; 6 tập    |
| 2013 | Mary and Martha          | Ben                     | Phim điện ảnh truyền hình           |
| 2019 | Bóng ma Anh Quốc         | Ngài Oswald Mosley      | Vai chính (mùa 5)                   |
| 2021 | Daisy Jones & The Six    | Billy Dunne             | Phim truyền hình ngắn tập sắp chiếu |

## Giải thưởng và đề cử
| Năm  | Giải thưởng                          | Hạng mục                                               | Vai diễn                  | Kết quả   |
| ---- | ------------------------------------ | ------------------------------------------------------ | ------------------------- | --------- |
| 2012 | Giải Empire                          | Nam diễn viên mới xuất sắc nhất                        | Cướp biển vùng Ca-ri-bê 4 | Đề cử     |
| 2012 | Giải Sự lựa chọn của thiếu niên      | Phim được chọn: Đột phá                                | Bạch Tuyết và gã thợ săn  | Đề cử     |
| 2014 | Giải Empire                          | Nam diễn viên phụ xuất sắc nhất                        | The Hunger Games: Bắt lửa | Đề cử     |
| 2014 | Giải Điện ảnh của MTV                | Vai cởi trần xuất sắc nhất                             | The Hunger Games: Bắt lửa | Đề cử     |
| 2014 | Giải Sự lựa chọn của thiếu niên      | Phim được chọn: Nhân vật nổi bật                       | The Hunger Games: Bắt lửa | Đề cử     |
| 2014 | Giải Glamour                         | Người đàn ông của năm                                  |                           | Đoạt giải |
| 2016 | Giải Sự lựa chọn của thiếu niên      | Phim được chọn: Cảnh khoá môi (cùng với Emilia Clarke) | Trước ngày em đến         | Đề cử     |
| 2017 | Giải Điện ảnh và Truyền hình của MTV | Lấy đi nước mắt của khán giả (cùng với Emilia Clarke)  | Trước ngày em đến         | Đề cử     |